# Condado de Mason (Virgínia Ocidental)
O Condado de Mason é um condado localizado no estado da Virgínia Ocidental nos Estados Unidos e a sua capital é Point Pleasant. Segundo o censo de 2000 a população do condado era de 25 957 habitantes. O condado recebeu o seu nome em homenagem a George Mason, um dos autores da Constituição da Virgínia de 1776.